# Passerculus
Passerculus is een geslacht van vogels uit de familie Amerikaanse gorzen. Het geslacht telt één soort:
- Passerculus sandwichensis – Savannahgors